# Томинский горно-обогатительный комбинат
Го́рно-обогати́тельный комбина́т «То́минский» (То́минский ГОК) — горно-обогатительный комбинат для переработки медно-порфировых руд месторождения «Томинское» в Челябинской области», принадлежащий «Русской медной компании».

## Томинское месторождение
Месторождение расположено в Сосновском районе Челябинской области в окрестностях посёлка Томинский.
Согласно археологическим изысканиям на этой территории были обнаружены фрагменты шлака и бронзового сплеска, свидетельствующие о том, что ещё 4 тысячи лет назад на этой территории древние племена уже занимались металлургией — плавкой бронзы.
Томинское месторождение медно-порфировых руд было открыто в 1957 году, и оно является одним из крупнейших медных месторождений России, входит в топ-50 крупнейших медных месторождений мира.
Медно-порфировые руды месторождения содержат медь — 0,46 %, золото и серебро в количествах, достаточных для работы комбината в течение нескольких десятилетий. Его запасы оцениваются в 630 млн тонн руды. По оценочным данным 2013 года, эта руда может дать 1,5 миллиона тонн меди, 31 тонну золота и 71 тонну серебра.

## Комбинат

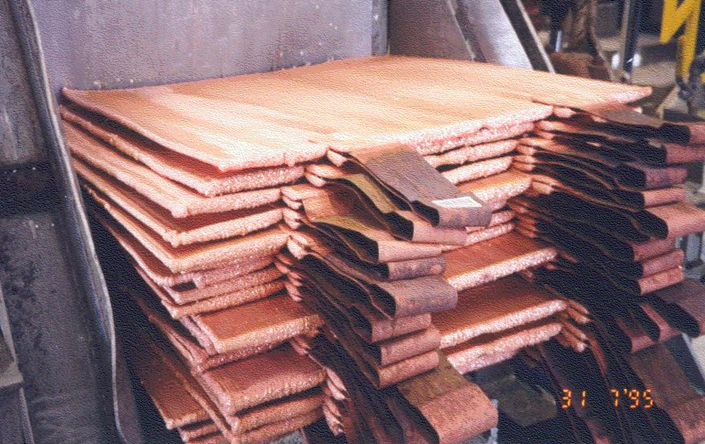
Катодная медь

При выходе комбината на полную мощность его производительность должна составить до 28 млн тонн руды в год (500 тысяч тонн медного концентрата, 10 тыс. тонн катодной меди в год). Томинский ГОК — крупнейший инвестиционный проект в Челябинской области и крупнейший горно-обогатительный комбинат на территории постсоветского пространства.
Комбинат аналогичен Михеевскому ГОКу, на котором с 2013 года ведется добыча медно-порфировых руд в Варненском районе Челябинской области.
Максимальная глубина карьера составит порядка 520 метров. Пульпа (отходы) утилизируется методом мокрой укладки. Для производственного водоснабжения требуется забор из озера Синеглазово и реки Чумляк. Санитарно-защитная зона Томинского ГОКа варьируется от 500 метров до 1000 метров.
Томинский ГОК планируется запустить в 2020 году.

## Управление
Лицензия на разработку месторождения принадлежит АО «Томинский ГОК», входящему в группу «Русская медная компания». Руководителем комбината является Валерий Улановский, с 2009 года возглавлявший ЗАО «Михеевский ГОК».

## Проект
Объём инвестиций в строительство комбината должен составить около 55 млрд рублей. Проект строительства Томинского ГОКа включен в «Стратегию развития цветной металлургии России на 2014—2020 годы и на перспективу до 2030 года» приказом Министерства промышленности и торговли Российской Федерации от 05.05.2014 года № 839.
Планируемая сумма налоговых отчислений за весь период работы — около 80,9 млрд рублей (в федеральный бюджет — 8,9 млрд рублей, в региональный — 65,7 млрд рублей, в местный — 2,9 млрд рублей, во внебюджетные фонды — 3,4 млрд рублей). По оценке вице-президента «Русской медной компании» Юрия Короля, проект окупится в течение 15 лет.

## Критика
Проект по строительству горно-обогатительного комбината вызвал протесты среди челябинцев. Так как ГОК будет расположен в относительной близости от областного центра-миллионника, протесты у населения были вызваны в частности вопросами касающихся последствий горно-взрывных работ, вопросами загрязнения источника питьевого водоснабжения города, атмосферного воздуха и влияния в целом на экосистему. По мнению критиков проекта, комбинат ухудшит экологическую ситуацию в городе Челябинске, которая и без того одна из худших в стране. В 2014 году было создано протестное движение «Стоп ГОК». В конце 2015 года в приемную Президента Российской Федерации было направлено более 108 тыс. подписей челябинцев, возмущенных проектом строительства ГОКа. В результате, вопросы связанные с протестным движением и строительством ГОК в 2016—2017 годах рассматривались на федеральном уровне, в частности президентом России В. В. Путиным, Советом безопасности, Советом по правам человека.
Впоследствии АО «Томинский ГОК» согласилась не использовать в технологическом цикле серную кислоту. Был разработан проект в котором в качестве хвостохранилища комбината будет использоваться Коркинский угольный разрез, тем самым заодно решится проблема эндогенных пожаров остаточных пластов каменного угля и рекультивации разреза. Государственный контроль за деятельностью АО «Томинский ГОК» осуществляют также Минприроды России, Росприроднадзор, Минэнергетики России.
Сторонники строительства указывают на то, что, по их мнению, запуск аналогичного комбината (Михеевский ГОК) не вызвал ухудшения экологической ситуации в регионе. По оценке специалистов Южно-Уральского государственного университета, комбинат не окажет негативного влияния на Шершнёвское водохранилище. В АО «Томинский ГОК» в свою очередь заявляют, что состояние атмосферного воздуха вокруг комбината будет находиться под постоянным контролем. С другой стороны критики указывают на прорыв дамбы на Михеевском ГОК в 2013 году, который вызвал наводнение в Варненском районе Челябинской области. А также указывают на экологические проблемы других объектов АО «Томинский ГОК», в частности в Карабаше.
Решение о строительстве Томинского ГОК принималось при губернаторе М. В. Юревиче, а строительство начато при Б. А. Дубровском, что в частности на фоне протестов против строительства оказало и влияние на его рейтинг среди населения. Вопросы экологии при строительстве и функционировании комбината рассматриваются и исполняющим обязанности губернатора, а позже и губернатором области Алексеем Текслером.
В декабре 2018 года против лидера движения «Стоп ГОК» Василия Московца было возбуждено уголовное дело о хулиганстве. Адвокат активиста называла обвинение выдуманным.